# اداره عالی مبارزه علیه فساد اداری
اداره عالی مبارزه علیه فساد اداری 
مطابق فرمان شماره (۹۴) مورخ ۲۷/۵/۱۳۹۵ مقام عالی ریاست‌جمهوری به‌منظور اصلاح و تقویت نظام عدلی و قضایی مبتنی بر حاکمیت قانون، رعایت حقوق بشر و دسترسی به عدالت؛ اصلاح قوانین و سایر اسناد تقنینی در راستای اهداف دولت جمهوری اسلامی افغانستان و مبارزه مؤثر، قاطع و همه‌جانبه علیه انواع فساد اداری، تحت ریاست رئیس‌جمهوری اسلامی افغانستان ایجاد گردیده‌است.
شورای عالی حاکمیت قانون و مبارزه علیه فساد اداری متشکل از کمیته‌های ذیل است:
کمیته‌های فرعی:
جلسات کمیتۀ قوانین با پانزده عضو و کمیتۀ عدلی و قضایی با چهارده عضو تحت ریاست معاون دوم ریاست‌جمهوری و کمیتۀ مبارزه علیه فساد اداری با یازده عضو تحت ریاست لوی څارنوال، به‌طور جداگانه دایر می‌گردد.
کمیته قوانین:
مهمترین وظایف این کمیته عبارت از تعیین اولویت‌های تقنینی، بررسی اسناد تقنینی، ارائه مشوره در بارۀ طرح‌های قوانین قبل از توشیح رئیس‌جمهور می‌باشد.
کمیتۀ قوانین در سال جاری ۱۳۹۵ نزده جلسه دایر نموده‌است که در آن به تعداد ۶۷ طرح قانون، مقرره و تعدیلات مورد بررسی قرار گرفته‌است.
کمیتۀ عدلی وقضایی:
مهمترین وظایف این کمیته عبارت از نظارت و پیشبرد برنامه ملی اصلاحات عدلی و قضایی و همکاری با مرکز عدلی و قضایی می‌باشد. در این راستا، این کمیته در سال جاری ۱۳۹۵چهار جلسه دایر و نزده سند مربوط به مسایل قضایی را مورد بحث و بررسی قرارداده‌است.
کمیته‌های فرعی شورای عالی حاکمیت قانون و مبارزه علیه فساد اداری، مصوبات و فیصله‌های این شورا را تعقیب و اجرا نموده، در رابطه به وظایف و فعالیت‌ها و بهبود امور مربوطه به شورای عالی مشوره می‌دهد.